# Mentális tényezők (buddhizmus)
A mentális tényezők (szanszkrit: csaitaszika; páli: csétaszika; Wylie: szemsz bjung) a buddhizmusban (az Abhidharma (buddhista pszichológia) szövegekben) a tudat azon vonatkozásai, amelyek megértik egy tárgy minőségét és amelyek képesek színessé tenni az értelmet. Az Abhidharmában a mentális tényezőket a tudattal (szanszkrit: csitta) járó formálódásként (szanszkrit: szankhára) kategorizáltak.

## Mentális tényezők listái
A buddhizmusban többféle abhidharma változat létezik, amelyek különböző listákat tartalmaznak a mentális tényezőkről. Ezek a listák nem aprólékosak, csupán a jelentősebb kategóriákat és mentális tényezőket tartalmazzák, amelyeket érdemes tanulmányozni a tudat működésének megértéséhez.
Az Abhidharma legfontosabb magyarázószövegei, amelyeket ma szoktak tanulmányozni:
- Abhidhammattha-szangaha – Acariya Anuruddha – a théraváda szövegmagyarázat, amely 52 mentális tényezőt listáz.
- Atthaszáliní – Buddhagósza – théraváda szövegmagyarázat 52 mentális tényezővel.
- Abhidharma-kosa – Vaszubandhu – szarvásztiváda szövegmagyarázat (mahájána iskolák tanulmányozzák) 46 mentális tényezővel.
- Abhidharma-szamuccsaja – Aszanga – jógácsára szövegmagyarázat (mahájána iskolák tanulmányozzák) 51 mentális tényezővel.
- Kincsestár (mDzod-phug) – Senrab Mivo – tibeti bon szövegmagyarázat 51 tényezővel.

## Szthaviraváda szarvásztiváda hagyomány
A Mahávibhása és a Abhidharma-kosa ősi szövegeiben 46 mentális tényező szerepel:

### Tíz mahá-bhúmika
A tíz mahá-bhúmika, amely minden tudatra jellemző.
- Vedaná – érzés
- Sannyá – észlelés
- Csetaná – akarat
- Szparsa – kapcsolat
- Csanda – (cselekvés) vágy
- Pradzsnyá – bölcsesség
- Szati – tudatosság
- Manaszikára – figyelem
- Adhimokkha – döntés
- Szamádhi – mentális koncentráció, vagy Ekaggatá, "egyhegyűség"

### Tíz kusala-mahá-bhúmikádharmáh
Az üdvös tudatosságot (kuszala csitta) a tíz kusala-mahá-bhúmikádharmáh követi.
- Szraddhá – hit

## Théraváda Abhidharma hagyomány
A théraváda hagyományban az Abhidhammattha-szangaha a következő 52 mentális tényezőt sorolja fel:

### Hét egyetemes mentális tényező
A hét egyetemes mentális tényező (szabbacsittaszádhárana csetaszika) minden tudatra érvényes:
- szparsa – kapcsolat
- vedaná – érzés
- szannyá – észlelés
- csétaná – akarat
- ekaggatá – egyhegyűség
- dzsívitindrija – életképesség
- manaszikára – figyelem

### Hat alkalmi mentális tényező
A hat "alkalmi" vagy "sajátos" mentális tényező (pakinnaka csetaszika) etikailag változó mentális tényezők, amelyek csak bizonyos tudatban vannak jelen. Ezek a következők:
- vitarka – gondolat alkalmazása
- vicsára – vizsgálódás
- adhimoksa – döntés
- vírja – energia
- píti – szakadás
- csanda – (cselekvés) vágy

### Tizennégy ártó mentális tényező
Az ártó mentális tényezők (akuszala csetaszika) egészségtelen tudatot eredményeznek (akuszala csitta). Ezek a következők:
- Négy egyetemes ártó mentális tényező:
  - Moha – tévelygés
  - áhríkja – szégyenérzet hiánya
  - anapatrapja – következményekkel való nem törődés
  - audhatja – nyughatatlanság
- A kapzsiság csoport négy ártó mentális tényezője (lobha):
  - lobha – kapzsiság
  - ditthi – helytelen nézet
  - mána – önteltség
- A gyűlölet csoport három ártó mentális tényezője (dosza)
  - dosza – gyűlölet
  - írsjá – irigység
  - maccsarja – zsugoriság
  - kaukritja – megbánás
- Egyéb ártó mentális tényezők
  - thína – sloth
  - middha – torpor
  - vicsikiccsá – doubt

### Huszonöt gyönyörű mentális tényező
A gyönyörű mentális tényezők (szobhana csetaszika) az üdvös, vagy egészséges tudat velejárói. Ezek a következők:
- Tizenkilenc egyetemes gyönyörű mentális tényező:
  - szaddhá – hit
  - szati – tudatosság
  - hiri – gonosz cselekedet restelése
  - apatrápja – következményekkel való törődés
  - alobha – kapzsiság hiánya
  - advesa – gyűlölet hiánya
  - tatramaddzshattatá – egyensőly, tudat-semlegesség
  - kájapasszaddhi – mentális test nyugodtsága
  - csittapasszaddhi – tudat nyugodtsága
  - kájalahutá – mentális test könnyűsége
  - csittalahutá – tudat könnyűsége
  - kájamudutá – mentális test puhasága
  - csittamudut – tudat puhasága
  - kájakammannyatá – mentális test kezelhetősége
  - csittakammannyatá – tudat kezelhetősége
  - kájapágunnyatá – mentális test jártassága
  - csittapágunnyatá – tudat jártassága
  - kájudzsukatá – mentális test egyenessége
  - csittudzsukatá – tudat egyenessége
- Három tartózkodás (virati):
  - szammávácsá – helyes beszéd
  - szammákammanta – helyes cselekedet
  - szammá-ádzsíva – helyes életvitel
- Két felbecsülhetetlen (appamañña):
  - karuná – együttérzés
  - mudita – együtt érző öröm
- Egy bölcsességi képesség (paññindriya):
  - pradzsnyá – bölcsesség

## Mahájána Abhidharma hagyomány
A mahájána hagyomány Abhidharma tanulmányai a szanszkrit szarvásztiváda abhidharma rendszerén nyugszanak. Ezen belül az Abhidharma-szamuccsaja 51 mentális tényezőt sorol fel:

### Öt egyetemes mentális tényező
Az öt egyetemes mentális tényező (szarvatraga) a következő:
1. szparsa – kapcsolat
2. vedaná – érzés
3. szannyá – észlelés
4. csetaná – akarat, szándék
5. manaszikara – figyelem

### Öt tárgy-meghatározó mentális tényező
Az öt tárgy-meghatározó mentális tényező (visajanijata) a következő:
1. csanda – (cselekvés) vágy
2. adhimoksa – döntés, meggyőződés
3. szmrti – tudatosság
4. pradzsnyá – bölcsesség
5. szamádhi – koncentráció

### Tizenegy erényes mentális tényező
A tizenegy erényes mentális tényező (kusala) a következő:
1. sraddhá – hit
2. hrí – önbecsülés, szégyen érzete
3. apatrápja – következményekkel való törődés
4. alobha – nem ragaszkodás
5. advesa – gyűlölet hiánya
6. amoha – tisztafejűség
7. vírja – szorgalom
8. prasrabdhi – rugalmasság
9. apramáda – lelkiismeretesség
10. Upekkhá – kiegyensúlyozott egykedvűség
11. ahimsza – erőszakmentesség

### Hat ártó gyökér tényező
A hat ártó gyökér tényező (múlaklésa) a következő:
1. rága – ragaszkodás
2. pratigha – harag
3. avidjá – tévelygés
4. mána – büszkeség
5. vicsikiccsa – kétely
6. dristi – helytelen nézet

### Húsz másodlagos ártó tényező
A húsz másodlagos ártó tényező (upaklésa) a következő:
1. krodha – harag
2. upanáha – megbánás
3. mraksa – titkolózás
4. pradása – rosszindulat
5. irsja – irigység
6. mácsarja – kapzsiság
7. Májá – tettetés
8. sáthja – képmutatás
9. mada – önelégültség
10. vihimszá – ellenségesség, kegyetlenség
11. áhríkja – szégyentelenség
12. anapatrápja – nemtörődömség
13. sztjána – levertség
14. auddhatja – izgalom
15. ásraddhja – hitetlenség, bizalmatlanság
16. kauszídja – lustaság
17. pramáda – makacsság
18. musitaszmrtitá – feledékenység
19. aszampradzsanja – figyelmetlenség
20. viksepa – zaklatottság

### A négy megváltoztatható mentális tényező
1. kaukritja – megbánás, aggodalom,
2. middha – álmosság
3. vitarka – eszme, gondolat alkalmazása, vizsgálódás
4. vicsára – megkülönböztetés, csapongás, elemzés

## Külső hivatkozások
Mahájána mentális tényezők:
- Introduction to the Mind and Mental Factors – Alexander Berzin (angolul)
- Mind and Mental Factors: The Fifty-one Types of Subsidiary Awareness – Alexander Berzin (angolul)
- Developing the Mind Based on Buddha-Nature, Session Two: Primary Consciousness and Mental Factors, Alexander Berzin (angolul)
- A tudat és a mentális tényezők – Thubten Csodron (angolul)

Théraváda mentális tényezők:
- Csetiszakák – Nina von Gorkom (angolul)
- Introducing the Buddhist Abhidharma, Appendix 2 – Cetasika – U KYAW MIN (angolul)

Théraváda Abhidharma:
- A Comprehensive Manual of Abhidhamma (angolul)
- Abhidhammattha-sangaha (angolul)